# Rußausternfischer
Der Rußausternfischer (Haematopus fuliginosus) auch Ruß-Austernfischer gehört zur Gattung der Austernfischer (Haematopus) und zur gleichnamigen Familie. Es werden zwei  Unterarten unterschieden.

## Beschreibung

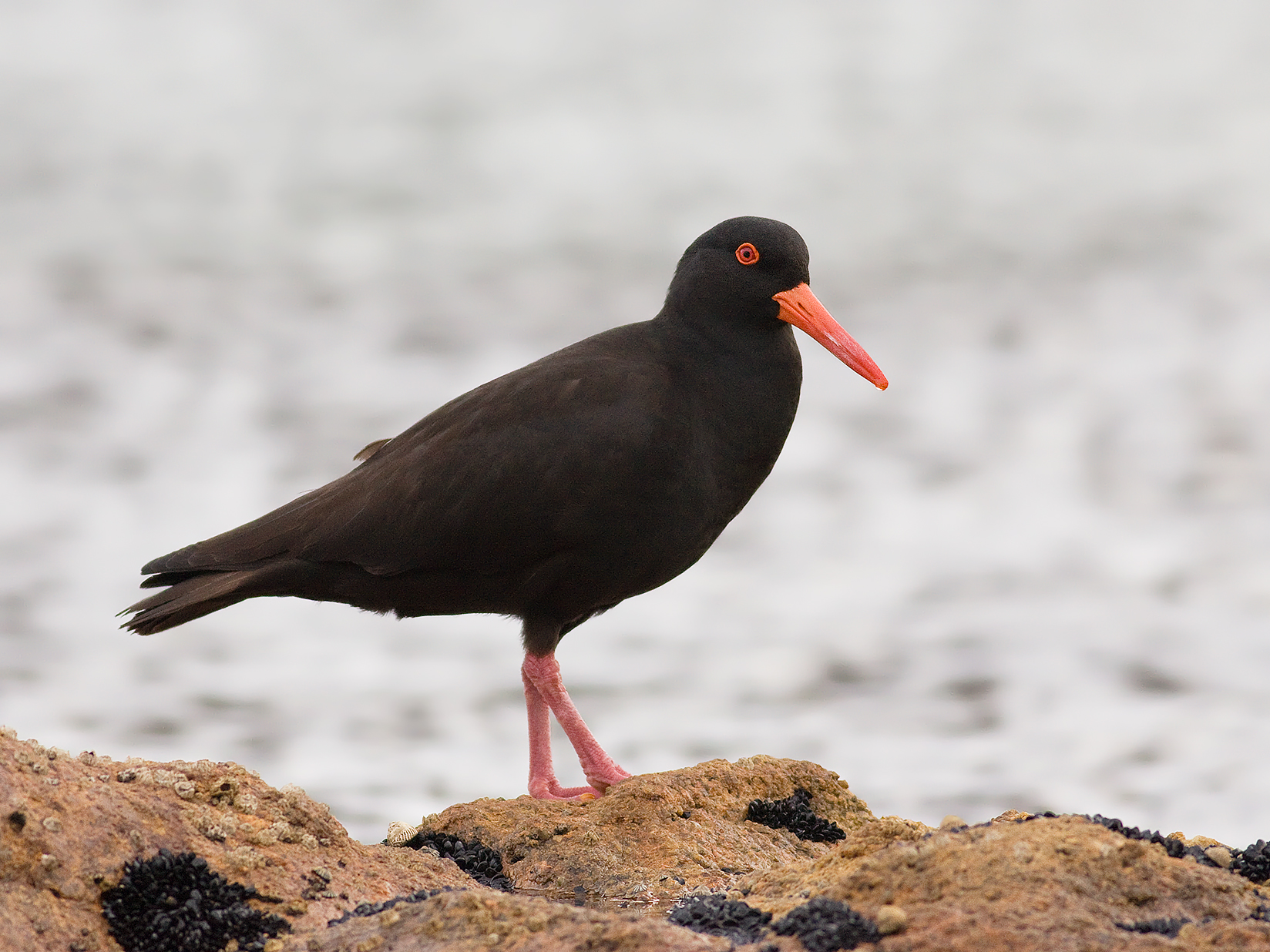
Rußausternfischer

Der Rußausternfischer erreicht eine Körperlänge von 40 bis 52 Zentimeter. Die Flügelspannweite beträgt etwa ein Meter. Er wird etwa 750 Gramm schwer. Die markantesten Merkmale sind der lange und kräftige orangefarbene Schnabel sowie der gelblichrote Augenring und die rötliche Iris. Die Füße weisen eine fleisch- bis leicht rosafarbene Färbung auf. Das Gefieder ist einheitlich schwarz.
Das Weibchen ist nur am längeren und schlankeren Schnabel vom Männchen zu unterscheiden. In den meisten Gebieten ist der Rußausternfischer ein Standvogel. Nur in südlichen Regionen kann es zu saisonalen Wanderungen kommen.
Rußausternfischer bilden kleine bis mittelgroße Trupps. Auch die Brut erfolgt in Kolonien. Der Rußausternfischer gilt als guter Schwimmer und Taucher. Er taucht aber nur in geringe Tiefe und das auch nur, wenn es unbedingt nötig ist. Ihre Nahrung suchen sie meist im Flachwasser.

## Lebensraum und Verbreitung
Der Rußausternfischer kommt endemisch an den Küsten Australiens, Tasmaniens und vieler umliegender Inseln vor. Auf der Weihnachtsinsel ist er ein gelegentlicher Irrgast. Er ist im größten Teil seines Verbreitungsgebietes ein Standvogel, der ganzjährig ein Revier verteidigt.
Sein natürlicher Lebensraum sind felsige Küsten mit ausreichenden Möglichkeiten zum Nisten. Zur Nahrungssuche suchen sie aber auch sandige Strände, Mündungsdeltas, Lagunen, Korallenriffe und ruhige Buchten auf. Der Rußausternfischer brütet bevorzugt auf der Küste vorgelagerten Inseln, da sie dort vor Nesträuber sicher sind.

## Unterarten
Es werden zwei Unterarten unterschieden:
- Haematopus fuliginosus fuliginosus Gould, 1845  kommt in Australien und Tasmanien vor.
- Haematopus fuliginosus opthalmicus Castelnau & Ramsay, 1877 kommt in Ozeanien und Australien vor.

## Prädatoren
Zu den natürlichen Feinden des Rußausternfischers und seiner Brut zählen unter anderem Hauskatzen (Felis catus), Haushunde (Canis lupus familaris), Ratten (Rattus), Füchse (Vulpini) und Dingos (Canis lupus dingo).

## Nahrung
Der Rußausternfischer ernährt sich hauptsächlich von Krebstieren (Crustacea) und Weichtieren (Mollusca) wie Muscheln (Bivalvia) und Schnecken (Gastropoda). Er verschmäht aber auch Seeigeln (Echinoidea), Seesterne (Asteroidea) und kleinere Fische (Actinopterygii) nicht.
Mit dem langen und kräftigen Schnabel werden die Beutetiere im Flachwasser oder im Schlamm erstochert. Mühelos können selbst hartschalige Muscheln oder Krebstiere geöffnet werden.

## Fortpflanzung

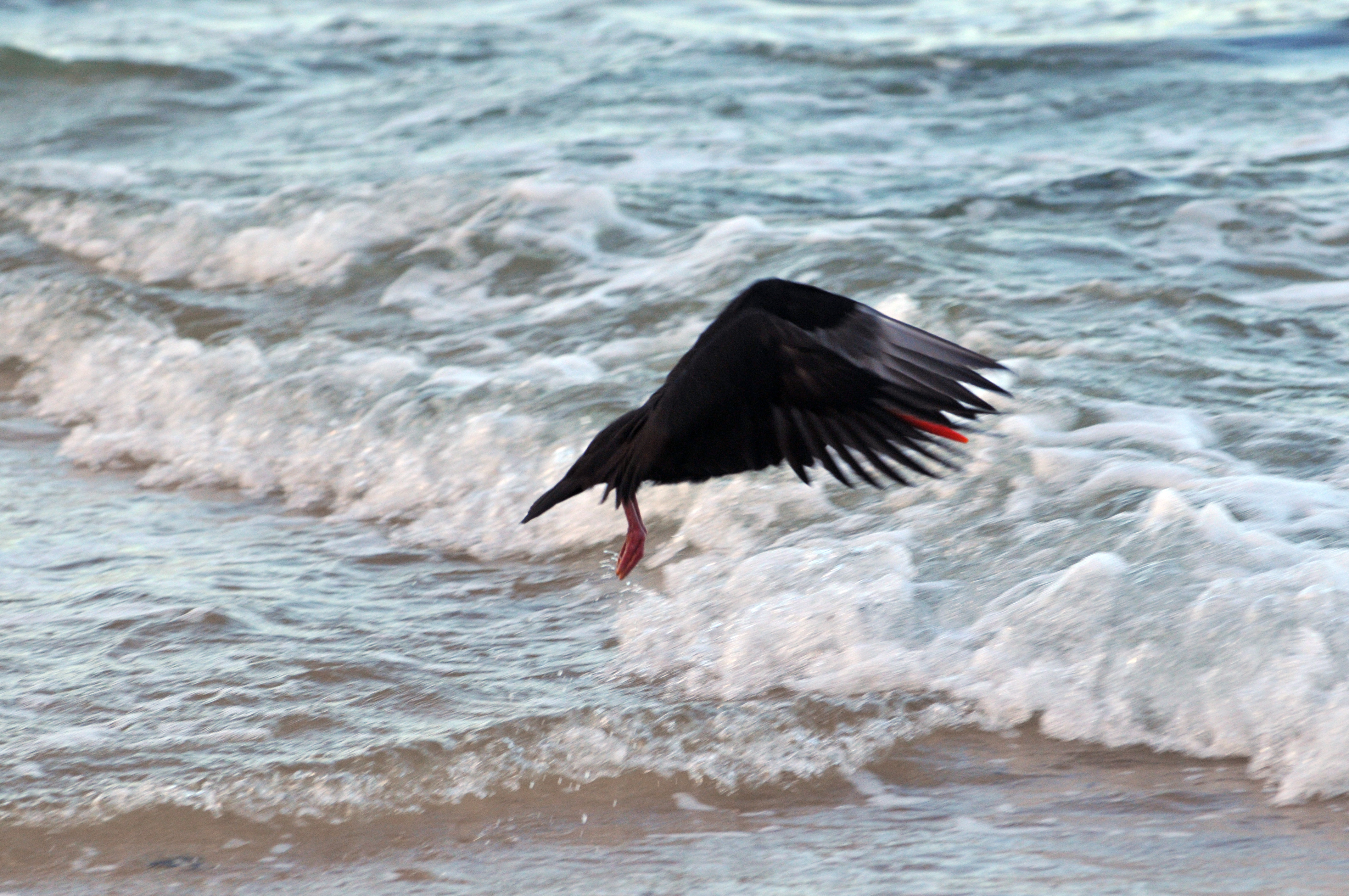
Fliegender Rußausternfischer

Der Rußausternfischer wird mit etwa 3 bis 4 Jahren geschlechtsreif. Die Brutpaare leben monogam. Die Brutzeit dauert von Oktober bis April. Als Nester dienen einfache Erdmulden an geschützten Stellen von Klippen und Felsen, die in der Regel mit Meerespflanzen auspolstert werden. Die zwei bis drei Eier werden innerhalb eines Tages gelegt. Das Gelege wird sowohl vom Weibchen als auch vom Männchen bebrütet. Die Jungvögel schlüpfen meist nach 28 bis 30 Tagen und sind Nestflüchter. Das Schlupfgewicht beträgt zwischen 30 und 40 Gramm. Sie werden bis zu einem Alter von zwei bis drei Monaten von beiden Eltern versorgt. In Freiheit erreichen Rußausternfischer ein Alter von bis zu 15 Jahren, in Gefangenschaft von über 20 Jahren.

## Gefährdung und Schutz
Der Rußausternfischer wird in der Roten Liste der IUCN als „nicht gefährdet“ geführt.